# Спрінг-Крік Тауншип (округ Воррен, Пенсільванія)
Спрінг-Крік Тауншип (англ. Spring Creek Township) — селище (англ. township) в США, в окрузі Воррен штату Пенсільванія. Населення — 780 осіб (2020).

## Демографія
Згідно з переписом 2010 року, у селищі мешкали 852 особи в 341 домогосподарстві у складі 244 родин. Було 586 помешкань
Расовий склад населення:
| - 99,1 % — білих - 0,5 % — чорних або афроамериканців |

До двох чи більше рас належало 0,5 %. Частка іспаномовних становила 0,2 % від усіх жителів.
За віковим діапазоном населення розподілялося таким чином: 22,7 % — особи молодші 18 років, 63,9 % — особи у віці 18—64 років, 13,4 % — особи у віці 65 років та старші. Медіана віку мешканця становила 43,3 року. На 100 осіб жіночої статі у селищі припадало 114,6 чоловіків;  на 100 жінок у віці від 18 років та старших — 114,0 чоловіків також старших 18 років.
Середній дохід на одне домашнє господарство  становив 51 880 доларів США (медіана — 40 972), а середній дохід на одну сім'ю — 61 494 долари (медіана — 54 375). Медіана доходів становила 40 938 доларів для чоловіків та 30 179 доларів для жінок. За межею бідності перебувало 13,2 % осіб, у тому числі 18,8 % дітей у віці до 18 років та 7,0 % осіб у віці 65 років та старших.
Цивільне працевлаштоване населення становило 325 осіб. Основні галузі зайнятості: виробництво — 26,8 %, освіта, охорона здоров'я та соціальна допомога — 17,8 %, мистецтво, розваги та відпочинок — 12,3 %, роздрібна торгівля — 11,1 %.